# Мотешиці
‎‎‎‎‎‎‎‎‎
Мотешиці (словац. Motešice) — село, громада округу Тренчин, Тренчинський край. Кадастрова площа громади — 17.39 км².
Населення 791 особа (станом на 31 грудня 2020 року).

## Історія
Мотешиці вперше згадується 1208 року.

## Населення
| Рік:            | 1994. | 2004.    | 2014.   | 2024.   |
| --------------- | ----- | -------- | ------- | ------- |
| Кількість осіб: | 1024  | 811      | 796     | 779     |
| Різниця:        |       | -20,80 % | -1,84 % | -2,13 % |

| Рік:            | 2023. | 2024.   |
| --------------- | ----- | ------- |
| Кількість осіб: | 781   | 779     |
| Різниця:        |       | -0,25 % |